# تویوتا کورن
تویوتا کورن (Toyota Curren) خودرویی است که در سال‌های ۱۹۹۴ تا ۱۹۹۸تولید شده‌است. طراحی آن موتور جلو بوده طول آن در حالت طبیعی ۱۷۷ اینچ (۴٬۴۹۵٫۸ میلیمتر)، عرض آن در حالت طبیعی ۶۸٫۹ اینچ (۱٬۷۵۰٫۱ میلیمتر) و ارتفاع آن در حالت طبیعی ۵۱ اینچ (۱٬۲۹۵٫۴ میلیمتر) و وزن آن در حالت طبیعی ۱٬۱۷۰ کیلوگرم (۲٬۵۸۰ پوند) است. سیستم جعبه‌دندهٔ آن ۵ دنده به دو صورت خودکار و دستی است.